# Nerine (középlemez)
A Nerine a magyar Stonehenge együttes első középlemeze, amelyet először 2005-ben a Nail Records adott ki. A lemezen négy szám mellett egy multimédiás alkalmazás is található, az együttes biográfiájával, a tagok életrajzával, képekkel és egy, a lemez előkészületeit bemutató videóval.
A Nerine a MAHASZ Top 10 kislemez listáján egészen a második helyig ért fel.

## Számok listája
1. On My Own – 4:10
2. Wide Awaken – 5:33
3. Farewell – 4:21
4. Nerine – 2:25

## Közreműködő zenészek
- Fumio Takaki - ének
- Bóta Balázs - gitár
- Szabó Kristóf - dob
- Baki Ádám - billentyűs hangszerek
- Temesi Bertalan - basszusgitár
- Németh „Kyrah” Ágnes - ének

## Érdekességek
- A lemez Nerine című címadó számát Bóta Balázs írta a családja iránti szeretete jeléül.[2]

## Külső hivatkozások
Nerine a…
- ...Stonehenge hivatalos Myspace oldalán
- ...Nerine album munkálatait összefoglaló film a Youtube oldalán
- ...Stonehenge hivatalos oldalán
- ...Progarchives.com-on